# Caerphilly (fromage)
Pour les articles homonymes, voir Caerphilly (homonymie).
Le Caerphilly est un fromage à la pâte dure et blanche qui est originaire de la région de Caerphilly dans le pays de Galles, bien qu'il soit également fabriqué en Angleterre, en particulier dans le sud-ouest et à la frontière anglo-galloise. À l'origine, il n'était pas fabriqué à Caerphilly, mais il y était vendu sur le marché : il a donc pris le nom de cette ville.
Le Caerphilly est presque blanc et friable. Il est fabriqué à partir de lait de vache et est généralement composé de 48 % de matière grasse.
Son goût est doux, mais sa caractéristique la plus marquante est son taux élevé en sel. On raconte que ce fromage était destiné à permettre aux mineurs de charbon de la région de reconstituer leurs réserves de sel perdues lors des dix heures de dur labeur qu'ils passaient au fond de la mine.
Le Caerphilly est cité dans le « sketch de la fromagerie » des Monty Python, qui date des années 1970.
Le Caerphilly fermier a disparu pendant la Seconde Guerre mondiale car tout le lait était envoyé dans des usines de cheddar au titre de l'effort de guerre. Après la guerre, ces usines se sont mises à fabriquer leur propre version du Caerphilly, au départ dans le but d'améliorer l'état de leur trésorerie car le Caerphilly se mature plus vite que le cheddar. C'est ainsi que l'on connaît maintenant le Caerphilly, sec et friable. Cependant, deux ou trois fermes se sont remises à fabriquer du Caerphilly originel, qui est sec au milieu et crémeux sur les côtés.
- (en) Cet article est partiellement ou en totalité issu de l’article de Wikipédia en anglais intitulé « Caerphilly cheese » (voir la liste des auteurs).